# ریتو کادراته
ریتو کادراته (انگلیسی: Reto Capadrutt; ۴ march ۱۹۱۲ – ۳ فوریه ۱۹۳۹ (۲۶ ساله)) ورزشکار بابسلد اهل سوئیس بود.
وی در مسابقات کشوری و بین‌المللی در مجموع برندهٔ ۱ مدال طلا، ۲ مدال نقره، ۲ مدال برنز شده‌است.